# Rebirth Brass Band
 (mai 2025).
Le Rebirth Brass Band est un orchestre de cuivres originaire de La Nouvelle-Orléans en Louisiane. Le groupe a été fondé en 1982 par le tuba Philippe Frazier, son frère le batteur de basse, Keith Frazier et le trompettiste Kermit Ruffins, et d'autres membres de l'école fanfare de Joseph S. Clark Senior High School dans le quartier de La Nouvelle-Orléans Tremé. Le groupe a été découvert au New Orleans Jazz & Heritage Festival en 1982 et a enregistré son premier album studio en 1984.
Rebirth est connue pour combiner la musique traditionnelle La Nouvelle-Orléans, la tradition fanfare avec le funk, le jazz, la soul et le hip hop. En 1992, Ruffins quitte le groupe après avoir décidé de ne pas accompagner le groupe à un voyage en Afrique.
Ruffins forme plus tard son propre groupe : les Barbecue Swingers.

## Discographie
- 1984 - Here to Stay! - Arhoolie Records
- 1989 - Feel Like Funkin' It Up - Rounder Records
- 1991 - Do Watcha Wanna
- 1992 - Take It To The Street
- 1994 - Rollin'
- 1997 - We Come To Party
- 1999 - Main Event: Live At The Maple Leaf
- 2001 - Hot Venom
- 2004 - Rebirth for Life
- 2004 - Ultimate Rebirth Brass Band (best-of compilation)
- 2005 - Throwback
- 2007 - Never A Dull Moment: 20 Years of... (DVD)
- 2008 - 25! 25th Anniversary Album
- 2011 - Rebirth of New Orleans
- 2014 - Move Your Body

## Télévision
- Katrina : « When the Levees Broke : A Requiem in Four Act » en 2006
- Documentaire « New Orleans Music in Exile » en 2006
- Treme, série télévisée américaine de David Simon sur HBO en 2010.